# Сковородіно
Сковородіно (рос. Сковородино) — місто (з 1927) в Амурській області, Російська Федерація.
Залізнична станція на Транссибірській магістралі, відноситься до Забайкальської залізниці.

## Клімат
Місто знаходиться у зоні, котра характеризується континентальним субарктичним кліматом. Найтепліший місяць — липень із середньою температурою 17.9 °C (64.3 °F). Найхолодніший місяць — січень, із середньою температурою -28.2 °С (-18.8 °F).
| Клімат Сковородіна      | Клімат Сковородіна | Клімат Сковородіна | Клімат Сковородіна | Клімат Сковородіна | Клімат Сковородіна | Клімат Сковородіна | Клімат Сковородіна | Клімат Сковородіна | Клімат Сковородіна | Клімат Сковородіна | Клімат Сковородіна | Клімат Сковородіна | Клімат Сковородіна |
| Показник                | Січ.               | Лют.               | Бер.               | Квіт.              | Трав.              | Черв.              | Лип.               | Серп.              | Вер.               | Жовт.              | Лист.              | Груд.              | Рік                |
| Абсолютний максимум, °C | −6                 | 2                  | 12                 | 26                 | 30                 | 33                 | 36                 | 32                 | 28                 | 21                 | 6                  | −2                 | 36                 |
| Середній максимум, °C   | −21                | −13                | −5                 | 5                  | 14                 | 22                 | 25                 | 22                 | 15                 | 3                  | −11                | −20                | 3                  |
| Середня температура, °C | −28,2              | −23,3              | −13,6              | −1,2               | 7,9                | 14,9               | 17,9               | 14,9               | 7,4                | −3,4               | −18,6              | −24,8              | −4,2               |
| Середній мінімум, °C    | −36                | −32                | −23                | −9                 | 0                  | 6                  | 10                 | 8                  | 0                  | −10                | −25                | −33                | −12                |
| Абсолютний мінімум, °C  | −52                | −50                | −45                | −32                | −16                | −6                 | −2                 | −3                 | −13                | −33                | −47                | −51                | −52                |
| Норма опадів, мм        | 5                  | 4                  | 6.5                | 19                 | 39.5               | 80.5               | 112                | 92.1               | 53.5               | 19.3               | 11                 | 6.2                | 448.6              |
| Днів з дощем            | 5                  | 2                  | 3                  | 4                  | 6                  | 10                 | 11                 | 10                 | 8                  | 3                  | 6                  | 5                  | 79                 |
| Вологість повітря, %    | 69                 | 62                 | 59                 | 55                 | 55                 | 70                 | 78                 | 78                 | 72                 | 67                 | 70                 | 70                 | 67                 |
| ----------------------- | ------------------ | ------------------ | ------------------ | ------------------ | ------------------ | ------------------ | ------------------ | ------------------ | ------------------ | ------------------ | ------------------ | ------------------ | ------------------ |
| Джерело: Weatherbase    |                    |                    |                    |                    |                    |                    |                    |                    |                    |                    |                    |                    |                    |

## Населення міста
| Рік  | Населення |
| ---- | --------- |
| 1931 | 3,3       |
| 1959 | 15,1      |
| 1970 | 11,4      |
| 1989 | 13,8      |
| 2002 | 10,6      |
| 2009 | 9,6       |

## Відомі уродженці
- Пушкарьов Павло Петрович (нар. 1966) — український живописець, заслужений художник України.
- Степанов Максим Володимирович — Голова Одеської ОДА (2017—2019), міністр охорони здоров'я України (30 березня 2020 — 18 травня 2021).